# Melitopoli légibázis
A Melitopoli légibázis (ukránul: Авіабаза Мелітополь) katonai repülőtér Ukrajna Zaporizzsjai területén, Melitopol mellett, a várostól északnyugatra. A repülőtér az Ukrán Légierő 25. szállítórepülő dandárának bázisa.